# Stazione di Soliera Modenese
La stazione di Soliera Modenese è stata una stazione ferroviaria posta sulla linea Verona-Modena che serviva il centro abitato di Soliera.

## Storia
Fino al 1926 era denominata semplicemente «Soliera»; in tale anno assunse la nuova denominazione di «Soliera Modenese».

## Strutture e impianti
La stazione, posta alla progressiva chilometrica 8+687 fra la stazione di Carpi e la fermata di Quattro Ville, conta due binari serviti da marciapiedi.

## Movimento
La stazione, pur formalmente attiva, non è servita da alcun treno, tanto da non essere nemmeno riportata sull'orario ufficiale Trenitalia. La stazione viene comunque utilizzata per incroci e precedenze di treni merci.